# Pontiac Executive
Pontiac Executive – samochód osobowy klasy pełnowymiarowej produkowany pod amerykańską marką Pontiac w latach 1966 – 1970.

## Historia i opis modelu

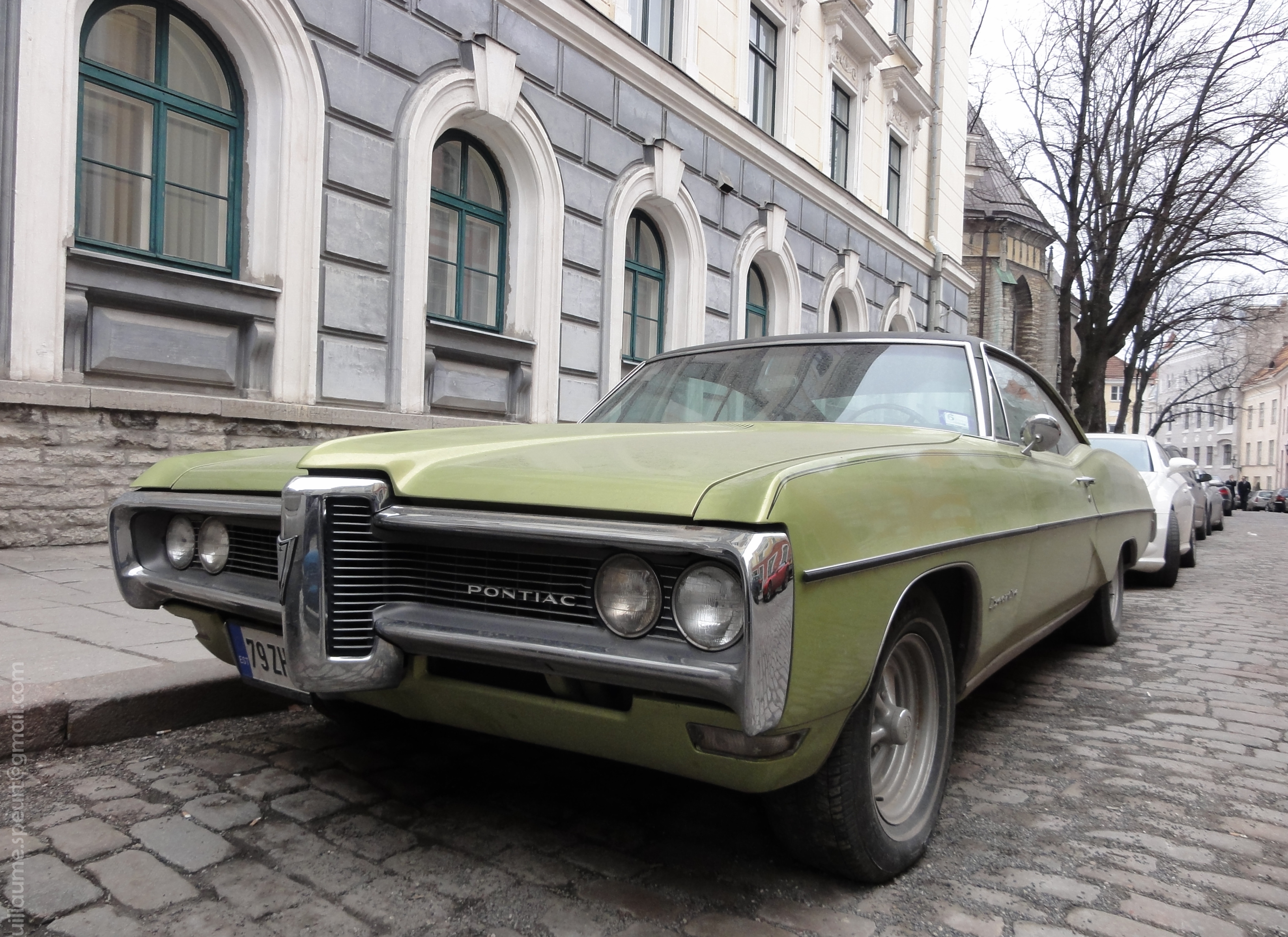
Pontiac Executive

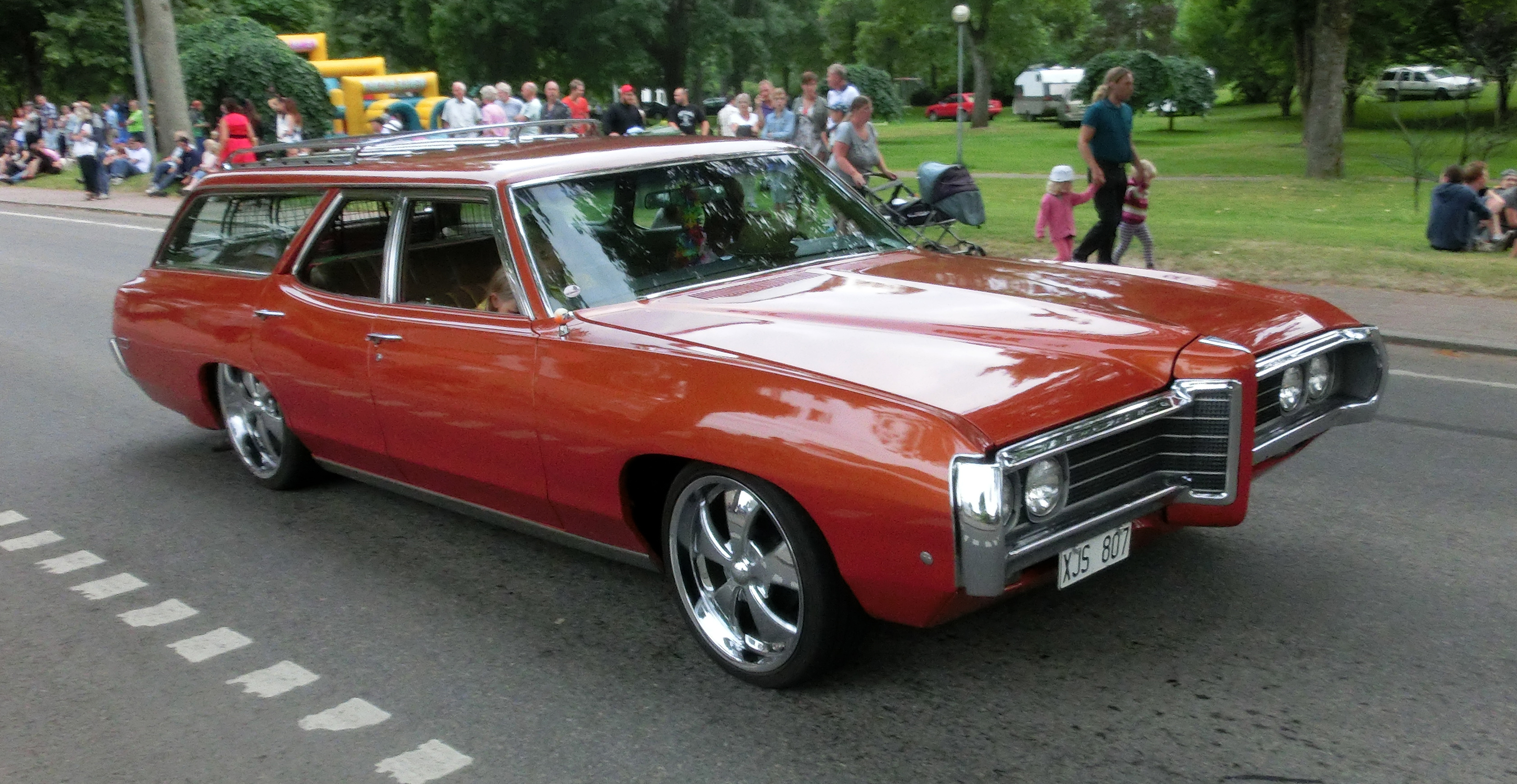
Pontiac Executive Kombi

Model Executive pojawił się w ofercie jako następca linii modelowej Star Chief. Pojazd dostępny był zarówno jako 2-drzwiowe coupé, jak i 4-drzwiowy sedan oraz 5-drzwiowe kombi.
Do napędu używano silników V8. Moc przenoszona była na oś tylną poprzez automatyczną lub manualną skrzynię biegów. Po trwającej 4 lata produkcji, Pontiac Executive został zastąpiony przed piątą generację linii modelowej Bonneville.

### Silniki
- V8 4.0l
- V8 4.2l
- V8 4.5l

### Dane techniczne
- V8 6,6 l (6561 cm³), 2 zawory na cylinder, OHV
- Układ zasilania: gaźnik
- Średnica cylindra × skok tłoka: 104,70 mm × 95,25 mm
- Stopień sprężania: 10,0:1
- Moc maksymalna: 294 KM (216 kW) przy 4600 obr./min
- Maksymalny moment obrotowy: 580 N•m przy 2500 obr./min
- Prędkość maksymalna: 177 km/h